# Zarządzanie konfiguracją oprogramowania
Zarządzanie konfiguracją oprogramowania (ang. Software Configuration Management – SCM) – zestaw czynności mających na celu planowanie, organizowanie, sterowanie i koordynowanie zmian w oprogramowaniu w trakcie jego rozwoju, integracji i przekazania do użycia.